# Hydrocotyle setulosa
Hydrocotyle setulosa là một loài thực vật có hoa trong Họ Cuồng. Loài này được Hayata mô tả khoa học đầu tiên năm 1908.